# P906i
FOMA P906i（フォーマ・ピー きゅう まる ろく アイ）は、パナソニック モバイルコミュニケーションズによって開発された、NTTドコモの第三世代携帯電話 （FOMA）端末である。

## 概要
- P905iの後継機種であり、引き続き「VIERAケータイ」のブランドが冠せられている。ディスプレイは0.1インチだけ大型化されたが、外観は逆にコンパクトになり、1.1 mm薄く、14g軽くなった。
- ワンセグ用のアンテナは内蔵され、P905iTVに搭載された「モバイルWスピード」や「モバイルWコントラストAI」、｢合成ダイバーシティアンテナ｣を採用している。
- 横UIが搭載され、さらに横オープン時にキーと画面が重なる事がなくなり、P905iで課題となっていた横画面時の操作性が改善された。
- カメラ機能もP905iと同じ510万画素CMOSカメラだが顔認識オートフォーカス機能を搭載し、露出の補正の機能が進化した。しかしフォトライト、シャッターボタンが搭載されていない。これについては、カメラ自体（素子・映像処理回路）の性能が向上したから、操作性とデザインの関係で専用ボタンを付けることが困難であったからとみられている。
- ビックカメラ有楽町店での2008年夏モデルの携帯電話売り上げ1位になった（日本テレビラジかるッ5&5ランキングより）。
- 従来の品番によりランク付けする形式最後の世代であり、P90xシリーズの最終商品となった。90xシリーズは「docomo PRIME series」に引き継がれ、後継機種はP-01A。

| 主な対応サービス           | 主な対応サービス                    | 主な対応サービス                | 主な対応サービス                                     |
| -------------------------- | ----------------------------------- | ------------------------------- | ---------------------------------------------------- |
| DCMX／おサイフケータイ     | うた・ホーダイ                      | 着うたフル／着うた              | デジタルオーディオプレーヤー(WMA)(AAC)(SDオーディオ) |
| 直感ゲーム／メガiアプリ    | Music&Videoチャネル／ビデオクリップ | GSM／3Gローミング（WORLD WING） | プッシュトーク                                       |
| FOMAハイスピード           | GPS／ケータイお探し                 | デコメール／デコメ絵文字        | iチャネル                                            |
| 着もじ                     | テレビ電話／キャラ電                | 電話帳お預かりサービス          | フルブラウザ                                         |
| おまかせロック／バイオ認証 | 外部メモリーへiモードコンテンツ移行 | トルカ                          | iC通信／iCお引越しサービス                           |
| きせかえツール／マチキャラ | バーコードリーダ／名刺リーダ        | 2 in 1※                         | エリアメール                                         |

※BモードのメールはWebメールとなる。

### プリインストールiアプリ
- GUNDAM U.C.0079
- レイトン教授と不思議な町
- 日英版／日中版しゃべって翻訳 for P
- カウントダウントレインGPS
- モバイルGoogleマップ
- 地図アプリ
- 楽オク出品アプリ2
- iアプリバンキング
- Gガイド番組表リモコン
- iD設定アプリ
- DCMXクレジットアプリ
- FOMA通信環境確認アプリ

### ワンセグ機能
- EPG（録画予約も可）
- 外部メモリ（microSDHC）への録画（本体には録画不可）
- 字幕放送
- マルチウィンドウ
- Bluetoothによるワイヤレス音声出力（レシーバーが著作権保護「SCMS-T方式」に対応している必要がある）
- 映像をより鮮やかに再現する「モバイルPEAKSプロセッサー」
- フレームレートを15 fpsから30 fpsにする「モバイルWスピード」
- 最大4000：1のコントラスト比を実現する「モバイルWコントラストAI」
- 連続視聴時間 約3時間20分（「モバイルWスピード」切時 約4時間20分、「ECOモード」時 約6時間）

## 不具合
- 2008年7月29日に、iチャネルの自動更新が行われない場合があることについて改善。
- 2008年10月7日に、メールの送受信タイミングが重なると、フリーズする場合がある、一部待ち受け画面利用時に、時計表示がずれる場合がある点について改善。
- 2009年2月3日に、メール宛先一覧画面で特定操作をすると、端末が再起動する場合がある、OFFICEED機能のエリア表示設定が、オンにしても、オフに戻ってしまうことがある点について改善。
- 2009年3月17日に、海外の一部地域において、地域特性によって、通話や通信ができない場合があり、より快適にサービスが利用できるように改善。
- 2011年6月28日に、フォントサイズを変更すると、絵文字の色指定が有効にならない不具合を改善。(以上、すべてソフトウェアアップデートで対応)

## 歴史
- 2008年1月10日 - 技術基準適合証明（TELEC）通過
- 2008年1月21日 - 電気通信端末機器審査協会（JATE）通過
- 2008年3月31日 - 連邦通信委員会（FCC）通過
- 2008年5月27日 - F906i・F706i・N906i・N906iμ・N906iL・N706i・N706ie・P906i・P706ie・P706iμ・SH906i・SH906iTV・SH706i・SH706ie・SH706iw・SO906i・SO706i・L706ie・NM706iの開発が発表。
- 2008年6月1日 - 発売開始